# Tupadły (gromada)
Tupadły – dawna gromada, czyli najmniejsza jednostka podziału terytorialnego Polskiej Rzeczypospolitej Ludowej w latach 1954–1972.
Gromady, z gromadzkimi radami narodowymi (GRN) jako organami władzy najniższego stopnia na wsi, funkcjonowały od reformy reorganizującej administrację wiejską przeprowadzonej jesienią 1954 do momentu ich zniesienia z dniem 1 stycznia 1973, tym samym wypierając organizację gminną w latach 1954–1972.
Gromadę Tupadły z siedzibą GRN w Tupadłach utworzono – jako jedną z 8759 gromad na obszarze Polski – w powiecie inowrocławskim w woj. bydgoskim, na mocy uchwały nr 24/7 WRN w Bydgoszczy z dnia 5 października 1954. W skład jednostki weszły obszary dotychczasowych gromad Tupadły i Janowice ze zniesionej gminy Kruszwica w powiecie inowrocławskim, a także obszary dotychczasowych gromad Piotrkowice, Żalinowo i Krusza Duchowna (bez wsi Niemojewko) oraz wieś Żerniki z dotychczasowej gromady Markowice ze zniesionej gminy Strzelno-Północ w powiecie mogileńskim w tymże województwie. Dla gromady ustalono 23 członków gromadzkiej rady narodowej.
31 grudnia 1961 do gromady Tupadły włączono wsie Szarlej, Ostrowo Krzyckie, Sikorowo, Miechowice i Łojewo ze zniesionej gromady Dulsk oraz wsie Popowice i Batkowo ze zniesionej gromady Kościelec w tymże powiecie.
1 stycznia 1969 z gromady Tupadły wyłączono grunty o powierzchni ogólnej 128,50 ha, włączając je do miasta (na prawach powiatu) Inowrocławia w tymże województwie; do gromady Jaksice z Inowrocławia włączono natomiast grunty rolne o powierzchni ogólnej 247,81 ha.
Gromada przetrwała do końca 1972 roku, czyli do kolejnej reformy gminnej.